# Sainte-Hélène (Gironde)
Sainte-Hélène ist eine französische Gemeinde im Département Gironde in der Region Nouvelle-Aquitaine mit 3.068 Einwohnern (Stand: 1. Januar 2022). Sie gehört zum Arrondissement Lesparre-Médoc und zum Kanton Le Sud-Médoc. Die Einwohner werden Sainte-Hélènois genannt.

## Geografie
Sainte-Hélène liegt etwa 28 Kilometer nordwestlich von Bordeaux in der Landschaft Médoc. Das Gemeindegebiet gehört zum Regionalen Naturpark Médoc. Umgeben wird Sainte-Hélène von den Nachbargemeinden Brach im Norden und Nordwesten, Listrac-Médoc im Norden, Moulis-en-Médoc und Castelnau-de-Médoc im Nordosten, Salaunes im Osten und Südosten, Le Temple im Süden und Südwesten, Saumos im Westen und Südwesten sowie Lacanau im Westen.
Durch die Gemeinde führt die Via Turonensis, eine Variante des Jakobswegs.

## Bevölkerung
| Jahr      | 1962  | 1968  | 1975  | 1982  | 1990  | 1999  | 2006  | 2017  |
| --------- | ----- | ----- | ----- | ----- | ----- | ----- | ----- | ----- |
| Einwohner | 1.042 | 1.052 | 1.107 | 1.436 | 1.608 | 1.776 | 2.334 | 2.797 |

## Sehenswürdigkeiten

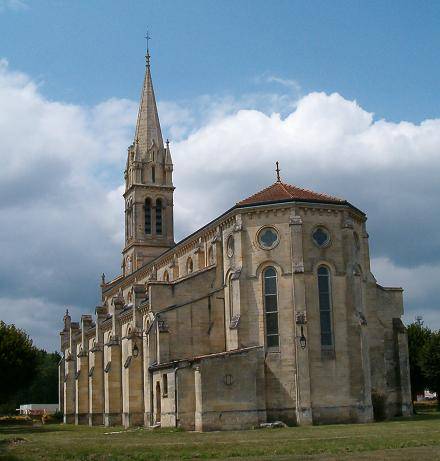
Kirche Sainte-Hélène

- Kirche Saint-Hélène, 1927 im neogotischen Stil wiedererrichtet
- Schloss Bordier, erbaut 1892 bis 1900, mit großem Garten
- Hotel Constantin
- Villa Quand même et mépris